# Марс, Мелисса
Мелисса Марс (фр. Melissa Mars; род. 3 сентября 1979, Марсель) — французская певица и актриса.

## Биография
Родилась Мелисса в Марселе. Актёрскую карьеру начала в 13 лет, играя в театре Chocolat. Пением же начала заниматься чуть позже, через два года.
Она переехала в Париж в 16 лет, поступив в известный Лицей Людовика Великого. Там она получила диплом бакалавра наук год спустя. Несмотря на такие высокие результаты, она закончила обучение, хотя и продолжила изучать испанский и английский языки, игру на фортепиано и губной гармонике, а также увлекалась написанием коротких сценариев и чтением современных театральных работ (в том числе Ануя, Рене Обалдия, Сартра, Кокто, Миллера и др.)
В 1998 году её агент организовал знакомство с Андре Тешине, известным французским кинорежиссёром и критиком. Но, к сожалению, это ничему не поспособствовало. Но Франсуа Бернхайм захотел услышать, как она поет. С помощью матери Мелисса написала свою первую песню «Papa m’aime pas», а за ней последовали ещё пять. Сначала она пела под псевдонимами Мелисса Сефрани и Мелисса Мейли (Melissa Sefrani, Melissa Maylee), но в итоге вернулась к своей фамилии.
Также Мелисса была замечена в кино- и телепроектах («Гаронн» и др.).
Свой первый альбом она выпустила в 2003 году, он назывался Et Alors! и ознаменовал, по сути, начало её карьеры. Вслед за этим певица выпустила ещё несколько синглов, но из-за недостатка внимания СМИ они остались совершенно незамеченными. На заглавную песню «Et Alors!» в Брюсселе был снят клип.
Новый альбом La Reine Des Abeilles Марс выпустила в начале 2005 года. Первый трек назывался «И я… ненавижу тебя». Стилистически альбом относился к фолку, а помогал в записи её известный композитор Фрэнк Лангольф. В то же время она спела дуэтом с Ларой Фабиан «Les Homéricains», песню в альбоме Фабиан 9. Вскоре после этого её собственная композиция «Dans Ma Bulle Antisismique» получила широкое распространение, а самой Мелиссе поступило предложение заменить Карлу Бруни в выступлениях с Луи Бертиньяком.
В 2006 году состоялся её первый концертный тур, а альбом La Reine Des Abeilles был переиздан, первая же песня была представлена ещё и в ремиксе, включён дуэт с Irmavep «Chaperon rouge». Позже она совместно с Паскалем Обиспо записала две песни: «La Machine» и «1980», которые вышли как синглы. Также Мелиссе предложили стать моделью марки одежды Naf-Naf.
В 2007 году песня «Love Machine» вышла в интернет в качестве тизера её нового альбома À la recherche de l’amour perdu, выпущенном чуть позже. Должен был состояться ряд концертов, но все были отменены, кроме одного в Париже.

## Моцарт. Рок-опера
В сентябре 2009 года Мелисса присоединилась к актёрскому составу мюзикла Mozart.L`Opera Rock, спродюсированного Довом Аттья и Оливье Дааном.
Она сыграла Алоизию Вебер, известную немецкую певицу и первую любовь великого Моцарта, его же самое большое романтическое разочарование.
В мюзикле она исполняет:
- Bim Bam Bim Boum
- Six pieds sous terre (дуэт с Клэр Перо/Диан Дассини)
- L’opérap (вместе с Микеланджело Локонте, Клэр Перо/Диан Дассини
- Bonheur de malheur (дуэт с Клэр Перо/Диан Дассини)
- L’amour c’est ma guerre,
- C’est bientôt la fin

## Дискография

### Студийные альбомы
- 2003 — Et alors!
- 2005 / 2006 — La Reine des abeilles
- 2007 — À la recherche de l’amour perdu
- 2013 — Magnétique

### Цифровые альбомы
- 2006 — Remixes

### Синглы
| Год  | Название                                | Альбом                          |
| ---- | --------------------------------------- | ------------------------------- |
| 2000 | «T’am — Tam»                            | (-)                             |
| 2000 | «Qu’elles aillent se faire voir»        | (-)                             |
| 2003 | «Papa m’aime pas»                       | Et alors!                       |
| 2003 | «Et alors!»                             | Et alors!                       |
| 2003 | «Quelqu’un»                             | Et alors!                       |
| 2005 | «And … I Hate You»                      | La Reine des abeilles           |
| 2005 | «Dans ma bulle antisismique»            | La Reine des abeilles           |
| 2006 | «Apocalips»                             | La Reine des abeilles           |
| 2006 | «1980» (дуэт с Паскалем Обиспо)         | Les Fleurs du bien              |
| 2007 | «Love Machine»                          | À la recherche de l’amour perdu |
| 2008 | «Et si nous 2» (дуэт с Паскалем Обиспо) | À la recherche de l’amour perdu |
| 2009 | «Army of Love»                          | À la recherche de l’amour perdu |

## Фильмография
| Год  |     | Русское название     | Оригинальное название  | Роль          |
| ---- | --- | -------------------- | ---------------------- | ------------- |
| 1996 | тф  |                      | Titane                 | Флорина       |
| 1998 | кор |                      | Locked-in Syndrome     | Саломе        |
| 1998 | кор |                      | Le rire du bourreau    | Марта         |
| 2000 | ф   |                      | Virilité               | Марианна      |
| 2000 | с   | Уголовная полиция    | P.J.                   | Люси          |
| 2001 | ф   | Билет в один конец   | Un aller simple        | Лила          |
| 2002 | ф   |                      | Garonne                | Дженнифер     |
| 2008 | кор |                      | Army of Love           | рассказчик    |
| 2009 | кор |                      | Chaperon Noir          | Энджел        |
| 2010 | ф   | Из Парижа с любовью  | From Paris with Love   | Wax's Hooker  |
| 2010 | в   | Моцарт. Рок-опера    | Mozart L'Opéra Rock    | Алоизия       |
| 2011 | ф   | Моцарт. Рок-опера 3D | Mozart l'opéra Rock 3D | Алоизия       |
| 2012 | кор |                      | Glimpse                | Рэйчел        |
| 2013 | ф   |                      | My Cage                | Матильда      |
| 2013 | ф   |                      | The Cabining           | Селеста       |
| 2014 | ф   |                      | Terms & Conditions     | Руби          |
| 2014 | ф   |                      | Sorrow                 | Салина        |
| 2014 | ф   |                      | Lost Angelas           | Жюльет Маркес |